# Baruve, Sagar
Baruve là một làng thuộc tehsil Sagar, huyện Shimoga, bang Karnataka, Ấn Độ.